# Los Realejos
Los Realejos is een gemeente in de Spaanse provincie Santa Cruz de Tenerife in de regio Canarische Eilanden met een oppervlakte van 56 km². Los Realejos telt 36.149 inwoners (1 januari 2016). De gemeente ligt op het eiland Tenerife in de Orotavavallei en is onderverdeeld in zes kleinere bestuurseenheden, die elk weer een aantal dorpen bevat:
| Bestuurlijke eenheid       | Plaatsen                                                                        |
| -------------------------- | ------------------------------------------------------------------------------- |
| Cruz Santa                 | Cruz Santa La Cartaya                                                           |
| Icod el Alto               | Icod el Alto                                                                    |
| Longuera-Toscal            | El Toscal La Longuera                                                           |
| Montaña-Zamora             | El Jardín La Grimona La Higuerita La Montañeta La Zamora                        |
| Palo Blanco-Llanadas       | La Ferruja Las Llanadas Palo Blanco                                             |
| Los Realejos (hoofdplaats) | La Carrera Realejo Alto Realejo Bajo San Agustín San Benito San Vicente Tigaiga |

## Demografische ontwikkeling
Bron: INE; 1970-2011: volkstellingen
Opm.: In 1960 ontstond de gemeente Los Realejos door de fusie van de gemeenten Realejo Alto en Realejo Bajo
Adeje · Arafo · Arico · Arona · Buenavista del Norte · Candelaria · Costa del Silencio · Fasnia · Garachico · Granadilla de Abona · La Guancha · Guía de Isora · Güímar · Icod de los Vinos · La Matanza de Acentejo · La Orotava · Puerto de la Cruz · Los Realejos · El Rosario · San Cristóbal de La Laguna · San Juan de la Rambla · San Miguel de Abona · Santa Cruz de Tenerife · Santa Úrsula · Santiago del Teide · El Sauzal · Los Silos · Tacoronte · El Tanque · Tegueste · La Victoria de Acentejo · Vilaflor de Chasna